# Трухно, Вячеслав Леонидович
Вячеслав Леонидович Трухно (род. 22 февраля 1987, Воскресенск, СССР) — российский хоккеист. Сын хоккеиста Леонида Трухно. Чемпион Словакии (2017) и Польши (2020).

## Биография
Родился в Воскресенске в 1987 году. В 2002 году дебютировал в профессиональном хоккее в высшей лиге Дании за команду «Рунгстед Кобраз». За команду провёл два сезона, в 2004 году перешёл в канадский клуб «Принц-Эдуард Айлеенд Рокетс», выступавший в одной из юниорских лиг Квебека.
В 2005 году на драфте НХЛ права на игрока были закреплены за командой «Эдмонтон Ойлерз». С 2007 по 2010 год являлся игроком команды Американской хоккейной лиги «Спрингфилд Фэлконс», в сезоне 2010/11 выступал в лиге Восточного побережья за «Бейкерсфилд Кондорс». Также сыграл 3 матча за команду АХЛ «Пеория Ривермен».
В сезоне 2011/12 выступал за хорватский «Медвешчак» в Австрийской хоккейной лиге. С 2012 по 2016 год игра за команды Швеции, в высшей лиге выступал за «Лулео», «Юргорден» и «Карлскруну». За «Юргорден» выступал в хоккейной Лиге чемпионов. В сезоне 2016/17 стал чемпионом словацкой экстралиги в составе команды «Банска-Бистрица». С 2018 года является игроком норвежской команды «Лёренскуг».
В 2005 году сыграл 6 матчей на юниорском чемпионате мира в составе сборной России, отметился одной голевой передачей.